# 亞美尼亞總理
總理辦公室於1918年亞美尼亞第一共和國成立時首次設立。當亞美尼亞第一共和國被併入外高加索社會主義聯邦蘇維埃共和國時，总理职位废除。亞美尼亞重獲獨立後，重新設立總理一職。
尼科爾·帕希尼揚是現任總理，他於2018年5月8日上任。

## 歷任亞美尼亞政府首腦 （1918年－現在）

### 亞美尼亞民主共和國時期 （1918年–1920年）
| 任次 | 肖像 | 姓名                | 就任           | 卸任           | 所屬政黨         |
| ---- | ---- | ------------------- | -------------- | -------------- | ---------------- |
| 1    |      | 奧萬涅斯·卡賈茲努尼 | 1918年6月30日  | 1919年5月28日  | 亞美尼亞革命聯盟 |
| 2    |      | 亞歷山大·卡基相     | 1919年5月28日  | 1920年5月5日   | 亞美尼亞革命聯盟 |
| 3    |      | 哈莫·奧甘賈尼揚     | 1920年5月5日   | 1920年11月25日 | 亞美尼亞革命聯盟 |
| 4    |      | 西蒙·弗拉特相       | 1920年11月25日 | 1920年12月2日  | 亞美尼亞革命聯盟 |

### 外高加索社會主義聯邦蘇維埃共和國時期（1922年–1936年）
| 任次 | 肖像 | 姓名                   | 就任          | 卸任          | 所屬政黨       |
| ---- | ---- | ---------------------- | ------------- | ------------- | -------------- |
| 1    |      | 亚历山大·米亚斯尼基扬  | 1921年1月1日  | 1922年1月30日 | 亞美尼亞共產黨 |
| 2    |      | 谢尔盖·卢卡辛          | 1922年5月21日 | 1925年6月24日 | 亞美尼亞共產黨 |
| 3    |      | 萨尔基斯·安巴尔楚米扬  | 1925年6月24日 | 1928年3月22日 | 亞美尼亞共產黨 |
| 4    |      | 萨哈克·特尔-加布里埃良 | 1928年3月22日 | 1935年2月10日 | 亞美尼亞共產黨 |
| 5    |      | 萨尔基斯·安巴尔楚米扬  | 1935年2月10日 | 1937年1月30日 | 亞美尼亞共產黨 |

### 亞美尼亞蘇維埃社會主義共和國時期（1936年–1991年）
歷任部長會議主席
- 萨尔基斯·安巴尔楚米扬（Sarkis Ambartsumyan）（1937年3月－1937年5月）（第2次任職）
- 斯捷潘·阿科皮扬（Stepan Akopyan）（1937年5月－1937年9月21日）
- 阿拉姆·皮鲁江（Aram Piruzyan）（1937年11月23日－1943年10月）
- 阿加西·萨尔基相（Agasi Sarkisyan）（1943年10月－1946年）
- 阿加西·萨尔基相（Agasi Sarkisyan）（1946年－1947年3月29日）
- 萨克·卡拉佩强（Saak Karapetyan）（1947年3月29日－1952年11月20日）
- 安东·科奇尼扬（Anton Kochinyan）（1952年11月20日－1966年2月5日）
- 巴达尔·穆拉江（Badal Muradyan）（1966年2月5日－1972年11月21日）
- 格里戈里·阿尔祖马尼扬（Grigory Arzumanyan）（1972年11月21日－1976年11月28日）
- 加吉克·马尔季罗相（G.A. Martirosyan）（1976年11月28日－1977年1月17日）（代理職權）
- 法捷伊·萨尔基相（Fadey Sarkisyan）（1977年1月17日－1989年1月16日）
- 弗拉基米尔·马尔卡良茨（Vladimir Markaryants）（1989年1月16日－1990年8月13日）
- 瓦兹根·马努基扬（Vazgen Manukyan）（1990年8月13日－1991年9月25日）

### 亞美尼亞共和國時期 （1991年－現在）
| 任次 | 肖像 | 姓名                                    | 就任           | 卸任              | 所屬政黨            |
| ---- | ---- | --------------------------------------- | -------------- | ----------------- | ------------------- |
| 1    |      | 瓦兹根·马努基扬 Vazgen Manukyan         | 1991年9月25日  | 1991年11月22日    | 全國民主聯盟        |
| 2    |      | 加吉克·阿鲁秋尼扬 Gagik Harutyunyan     | 1991年11月22日 | 1992年7月30日     | 無黨籍              |
| 3    |      | 霍斯罗夫·阿鲁秋尼扬 Khosrov Harutyunyan | 1992年7月30日  | 1993年2月2日      | 無黨籍              |
| 4    |      | 格兰特·巴格拉强 Hrant Bagratyan         | 1993年2月2日   | 1996年11月4日     | 泛亚美尼亚民族运动  |
| 5    |      | 阿尔缅·萨尔基相 Armen Sargsyan          | 1996年11月4日  | 1997年3月20日     | 無黨籍              |
| 6    |      | 罗伯特·科恰良 Robert Kocharyan          | 1997年3月20日  | 1998年4月10日     | 無黨籍              |
| 7    |      | 阿尔缅·达尔比尼扬 Armen Darbinyan       | 1998年4月10日  | 1999年6月11日     | 無黨籍              |
| 8    |      | 瓦兹根·萨尔基相 Vazgen Sargsyan         | 1999年6月11日  | 1999年10月27日[α] | 共和黨              |
| 9    |      | 阿拉姆·萨尔基相 Aram Sargsyan           | 1999年11月3日  | 2000年5月2日      | 共和黨              |
| 10   |      | 安德拉尼克·马尔加良 Andranik Margaryan  | 2000年5月12日  | 2007年3月25日[β]  | 共和黨              |
| 11   |      | 谢尔日·萨尔基相 Serzh Sargsyan          | 2007年3月25日  | 2008年4月9日      | 共和黨              |
| 12   |      | 季格兰·萨尔基相 Tigran Sargsyan         | 2008年4月9日   | 2014年4月13日     | 共和黨              |
| 13   |      | 奧維克·阿布拉米揚 Hovik Abrahamyan      | 2014年4月13日  | 2016年9月8日      | 共和黨              |
| 14   |      | 卡连·卡拉佩强 Karen Karapetyan          | 2016年9月13日  | 2018年4月17日     | 共和黨              |
| 15   |      | 谢尔日·萨尔基相 Serzh Sargsyan          | 2018年4月17日  | 2018年4月23日     | 共和黨              |
| 代理 |      | 卡连·卡拉佩强 Karen Karapetyan          | 2018年4月23日  | 2018年5月8日      | 共和黨              |
| 16   |      | 尼科尔·帕希尼扬 Nikol Pashinyan         | 2018年5月8日   | 現任              | 人民契約黨 前途聯盟 |

## 備註
α.   ^ 亞美尼亞議會槍擊案中遭槍殺。
     β.   ^  任內死於心臟病發。

## 外部連結
- Historical Overview－Former Prime Ministers－The Government of the Republic of Armenia（页面存档备份，存于）